# Victor Lefèvre
Pour les articles homonymes, voir Lefèvre.
Victor Lefèvre est un écrivain belge d'expressions française et néerlandaise né à Bruxelles le 18 octobre 1822 et mort à Schaerbeek le 3 août 1904.
La commune de Schaerbeek a donné son nom à une rue.